# Iglesia de la Asunción (Santiago de Chile)
La Iglesia de la Asunción —llamada oficialmente La Asunción— fue un templo católico histórico ubicado en la Avenida Vicuña Mackenna con calle Barón Pierre De Coubertin comuna de Santiago, en la ciudad homónima. Esta iglesia fue inaugurada en 1876, fue destruida en 2020 a causa de un ataque incendiario ocurrido durante el primer aniversario del estallido social en Chile.

## Historia
Esta iglesia fue erigida el 8 de agosto de 1876 bajo la dirección del monseñor Rafael Valentín Valdivieso, surgiendo luego de que otras 3 iglesias y parroquias fuesen desmembradas, posterior a la expansión de la ciudad de Santiago hacia el este.
Entre los matrimonios celebrados en el templo está el del senador Luis Rodriguez Velasco, quien se casó por segunda vez en esta parroquia el 26 de noviembre de 1913 con Margarita Vial. Sin embargo, la parroquia ha destacado en las últimas décadas por las ceremonias fúnebres realizadas en sus dependencias, entre ellos, los velatorios de los humoristas Carlos Helo y Luis "Lucho" Arenas –este último parte del grupo Los Caporales–, del actor Aliro Vega, y del compositor de cuecas Luis Bahamonde. En 2014 se realizó una ceremonia en este templo por el fallecimiento en Honduras del actor y humorista Mandolino. Por ello, esta parroquia es conocida popularmente como la «parroquia de los artistas».
La casa parroquial colindante a la iglesia fue utilizada durante la dictadura militar como un recinto de computación y creación de archivos de víctimas y centro de detención y tortura. Sin embargo, en los registros de la Comisión Valech, así como por testimonio de Nelson Caucoto —abogado de derechos humanos y exmiembro de la Vicaría de la Solidaridad— indican que no existe evidencia que confirme que las instalaciones de la iglesia fueron usadas para detención y tortura, aunque sí existe evidencia que apoya el hecho de que existió un centro de inteligencia de la CNI.
En 1982 y posteriormente en 2011 son transferidos libros —correspondientes a registros de matrimonio, nacimientos, entre otros— desde esta parroquia al Archivo Histórico del Arzobispado de Santiago.

### Daños e incendio (2019-2020)

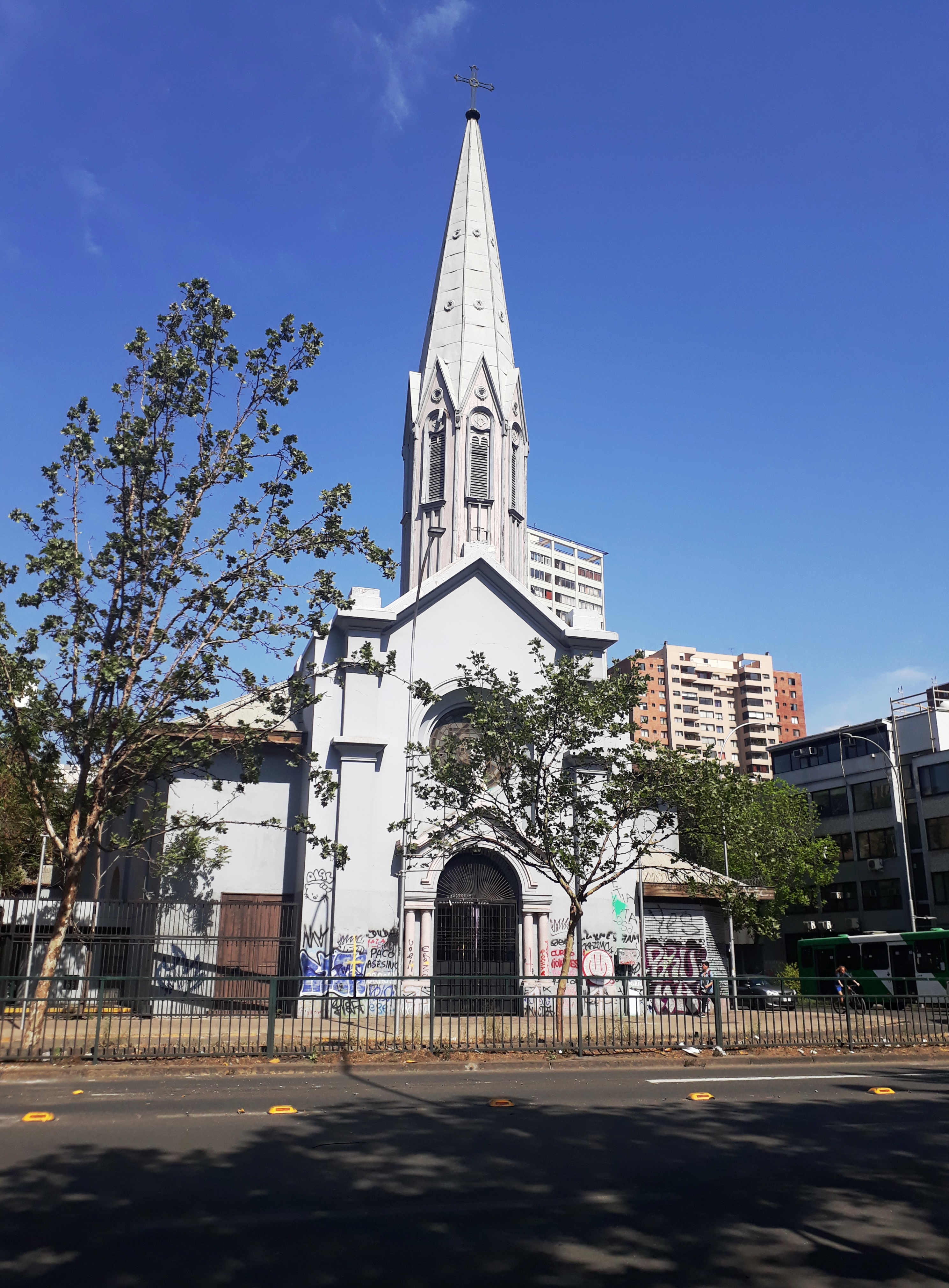
El frontis del templo rayado con grafitis en octubre de 2019.

Dentro de los eventos ocurridos durante el estallido social de Chile en 2019, el 8 de noviembre de ese mismo año la parroquia fue saqueada por encapuchados, quienes quitaron de su interior bancas, confesionarios, cuadros, esculturas e imágenes, para utilizarlas en las barricadas que fueron montadas en la avenida Vicuña Mackenna. El administrador apostólico de Santiago, Celestino Aós, condenó el acto contra la parroquia y llamó al cese de la violencia.
El año siguiente, el 18 de octubre de 2020, el edificio vuelve a ser atacado, esta vez resultando incendiada. El incendio inició cerca de las 19:50 horas (UTC-3), y aun con la llegada de 20 carros de bomberos varias compañías, el fuego terminó colapsando el techo del edificio, la aguja de este y otros inmuebles anexos a la parroquia a los 10 minutos. El colapso de la aguja de la iglesia no dejó heridos.
Junto con la aguja de la parroquia, entre otros de los elementos destruidos están el cielo del edificio y las pinturas de este, las campanas del campanario, y la cruz que se hallaba en la cima de la aguja.
En la noche del domingo, Celestino Aós presentó un comunicado señalando que:

[...] Sentimos la destrucción de nuestros templos y otros bienes públicos; pero sentimos sobre todo el dolor de tantas personas chilenas de paz y generosidad. [...]

Mientras, la ministra de Cultura, Consuelo Valdés, declaró que:

Es lamentable ver afectados dos importantes inmuebles patrimoniales. [...] estas iglesias albergan en su interior la historia y la memoria de la ciudad y de su gente, y esa es la pérdida que más nos duele. [...]

Sin embargo, aún considerando los daños, el subsecretario de Patrimonio Cultural, Emilio de la Cerda, indicó que se encuentra en discusión y estudio si el edificio puede ser restaurado, aunque destacó que las pérdidas materiales de piezas de arte y detalles arquitectónicos son significativas e irrecuperables.